# Vor Frelsers Kirkegård
Vor Frelsers Kirkegård er en kirkegård, der hører til Vor Frelsers Kirke, men som er beliggende på Amagerbrogade på Amager i København, ca. en km syd for kirken.
Kirkegården blev anlagt i 1790, hvor den erstattede flere andre kirkegårde på Christianshavn. Først i 1927 blev muren rundt om kirkegården opført. 

## Kendte begravet på Vor Frelsers Kirkegård
- Otto Detlefsen
- Ole Dixon
- Carl H. Fischer
- Else Frölich
- Finn Gerdes
- John Hatting
- Tom M. Jensen
- Jørgen Kiil
- Jesper Klein
- Henry Lohmann
- Lykke Nielsen
- Svend Pri
- Peter Rasmussen
- Henrik Sandberg
- Gunnar Strømvad
- Professor Tribini
- Paul Valjean